# HMS Temeraire (1907)
HMS Temeraire là một thiết giáp hạm dreadnought thuộc lớp Bellerophon của Hải quân Hoàng gia Anh Quốc và đã tham gia cuộc Chiến tranh Thế giới thứ nhất. Nó ngừng hoạt động và bị tháo dỡ năm 1921.

## Thiết kế và chế tạo
Được đặt hàng trong Dự toán Hải quân 1906, nó được chế tạo tại Xưởng tàu Hoàng gia ở Devonport và hoàn tất với chi phí 1.641.114 Bảng Anh. Cho dù có kiểu dáng bên ngoài không mấy khác biệt với chiếc Dreadnought dẫn trước, ở bên trong nó và những chiếc Bellerophon khác được cải thiện với những vách ngăn bên trong chống ngư lôi. Một dàn pháo hạng hai mạnh hơn đủ để chống lại các cuộc tấn công của tàu phóng lôi.

## Lịch sử hoạt động
Trong hầu hết thời gian của Chiến tranh Thế giới thứ nhất, Temeraire nằm trong thành phần Hải đội Chiến trận 4 trực thuộc Hạm đội Grand. Trong một cuộc càn quét tại Bắc Hải vào ngày 18 tháng 3 năm 1915, nó đã tìm cách húc không thành công vào tàu ngầm Đức U-29 vốn vừa tấn công thiết giáp hạm Neptune; chiếc tàu ngầm sau đó bị thiết giáp hạm Dreadnought đánh chìm. Trong mùa Hè năm đó, nó được tái trang bị tại Xưởng tàu Hoàng gia, Devonport.
Trong Trận Jutland, Temeraire do Đại tá Hải quân E. V. Underhill chỉ huy, nằm trong thành phần Đội thiết giáp 4 dưới quyền Chuẩn đô đốc Alexander Duff và trực thuộc Hải đội Chiến trận 4 của Phó đô đốc Doveton Sturdee. Nó đã bắn quả 54 đạn pháo 12 in (300 mm) mà không bị bắn trúng phát đạn nào. Đến tháng 10 năm 1918, nó được điều động vào Hải đội Đông Địa Trung Hải Anh Quốc dưới quyền chỉ huy của Phó đô đốc Somerset Gough-Calthrope.
Sau khi kết thúc xung đột, Temeraire được cải biến thành một tàu huấn luyện học viên sĩ quan. Như những chiếc cùng lớp, nó được xem là đã lạc hậu nên được cho xuất biên chế và bị bán để tháo dỡ vào năm 1921.